# Joseph Kosuth
Joseph Kosuth, född 31 januari 1945 i Toledo, Ohio, är en amerikansk konceptkonstnär.

## Biografi
Kosuth studerade antropologi och filosofi.
Kosuth hävdade att ett konstverk egentligen var ett analytisk påstående. I Clock (1965) demonstrerar han hur detta fungerar. Clock består av tre element: en riktig klocka, ett fotografi av samma klocka kopierat i naturlig storlek och tre uppförstorade artiklar ur ett engelsk-latinskt lexikon för orden "tid", "manipulation" och "objekt". Vad är det verkligt väsentliga hos klockan? frågar Kosuth. Är det det mekaniska objektet, den visuella återgivningen av den eller det nätverk av begrepp som ger det innebörd? Själva konstverket ställer alltså en filosofisk fråga om tingens essens.